# Hans May
Pour les articles homonymes, voir May.
Hans May (Johannes Mayer) est un compositeur de musique de film autrichien-anglais, né à Vienne (Autriche) en 1886, mort à Beaulieu-sur-Mer en 1958.

## Biographie
Compositeur d'un grand nombre de musique de films en Autriche, en Allemagne et en Angleterre, Hans May est connu en France pour sa musique du film d'Abel Gance Paradis perdu, écrite sur des paroles de Roger Fernay. La chanson est interprétée plusieurs fois dans le film, en particulier par Micheline Presle. La chanson a été un succès dès la sortie du film en décembre 1940, et elle a été reprise par des chanteuses populaires, Lucienne Delyle et Marie-José.

## Filmographie partielle
- 1927 : La Traite des Blanches de Jaap Speyer
- 1930 : Der Weg zur Schande de Richard Eichberg
- 1930 : The Flame of Love de Richard Eichberg et Walter Summers
- 1934 : Incognito de Kurt Gerron
- 1934 : La Belle de nuit, de Louis Valray
- 1937 : Mademoiselle Docteur (Under Secrets Orders) d'Edmond T. Gréville
- 1940 : Paradis perdu d'Abel Gance
- 1942 : Le Rocher du tonnerre (Thunder Rock) de Roy Boulting
- 1946 : La Perle noire (Bedelia) de Lance Comfort
- 1948 : Counterblast
- 1952 : Brelan d'as d'Henri Verneuil
- 1952 : The Tall Headlines de Terence Young
- 1953 : Coup de feu au matin (Rough Shoot) de Robert Parrish